# Keuphylia nodosa
Keuphylia nodosa, vrsta morskih račića Isopoda iz podreda Limnoriidea, jedini je predstavnik svoga roda i porodice Keuphyliidae. Porodicu, rod i vrsu opisao je Bruce 1980.
K. nodosa živ pred obalom Australije uz grebene u Koraljnom moru.